# Волоківська сільська рада
Воло́ківська сільська́ ра́да — адміністративно-територіальна одиниця та орган місцевого самоврядування у Глибоцькому районі Чернівецької області. Адміністративний центр — село Волока.

## Загальні відомості
- Населення ради: 4 222 особи (станом на 2001 рік)

## Населені пункти
Сільській раді були підпорядковані населені пункти:
- с. Волока
- с. Грушівка
- с.Валя-Козмин

## Склад ради
Рада складалася з 20 депутатів та голови.
- Голова ради: Глопіна Валентин Іванович
- Секретар ради: Загарчук Дмитро Іванович

### Керівний склад попередніх скликань
| Прізвище, ім'я, по батькові | Основні відомості                                                 | Дата обрання | Дата звільнення |
| --------------------------- | ----------------------------------------------------------------- | ------------ | --------------- |
| Струц Іван Миколайович      | Сільський голова, 1962 року народження, позапартійна              | 26.03.2006   | 31.10.2010      |
| Глопіна Валентин Іванович   | Сільський голова, 1977 року народження, освіта вища, безпартійний | 31.10.2010   |                 |

Примітка: таблиця складена за даними сайту Верховної Ради України

### Депутати
За результатами місцевих виборів 2010 року депутатами ради стали:

#### За суб'єктами висування
| Суб'єкт висування | Кількість обраних депутатів | %   |
| ----------------- | --------------------------- | --- |
| Самовисування     | 20                          | 100 |

#### За округами
| № округу | Прізвище, ім'я, по батькові    | Дата визнання обраним | Освіта             | Партійна приналежність | Відомості про обраного депутата            |
| -------- | ------------------------------ | --------------------- | ------------------ | ---------------------- | ------------------------------------------ |
| 1        | Павленко Георгій Іванович      | 01.11.2010            | вища               | позапартійний          | тимчасово не працює                        |
| 2        | Крянга Бужор Георгійович       | 01.11.2010            | вища               | позапартійний          | тимчасово не працює                        |
| 3        | Голунга Віорел Ілліч           | 01.11.2010            | вища               | позапартійний          | Волоцька загальноосвітня школа, вчитель    |
| 4        | Попович Віктор Аврелович       | 01.11.2010            | вища               | позапартійний          | Бібліотека с. Грушівка, завідувачка        |
| 5        | Остафічук Вячеслав Дмитрович   | 01.11.2010            | середня            | позапартійний          | приватне підприємство, робочий             |
| 6        | Загарчук Дмитро Іванович       | 01.11.2010            | вища               | позапартійний          | тимчасово не працює                        |
| 7        | Онофрейчук Дорін Дмитрович     | 01.11.2010            | вища               | позапартійний          | Адвокатське бюро, директор                 |
| 8        | Олентерюк Іван Георгійович     | 01.11.2010            | вища               | позапартійний          | Волоківська загальноосвітня школа, вчитель |
| 9        | Божеску Корнелій Іванович      | 01.11.2010            | вища               | позапартійний          | Волоківська загальноосвітня школа, вчитель |
| 10       | Хлопіна Іван Георгійович       | 01.11.2010            | вища               | позапартійний          | Волоківська загальноосвітня школа, вчитель |
| 11       | Божеску Марін Іванович         | 01.11.2010            | вища               | член Партії регіонів   | Волоківська сільська рада, секретар        |
| 12       | Онофрейчук Дмитро Мірчевич     | 01.11.2010            | вища               | позапартійний          | Волоківська загальноосвітня школа, вчитель |
| 13       | Онофрейчук Мирослав Дмитрович  | 01.11.2010            | вища               | позапартійний          | загальноосвітня школа с. Молодія, вчитель  |
| 14       | Онофрейчук Павло Ілліч         | 01.11.2010            | середня спеціальна | позапартійний          | приватний підприємець                      |
| 15       | Захарчук Валентин Іванович     | 01.11.2010            | середня            | позапартійний          | тимчасово не працює                        |
| 16       | Онофрейчук Георгій Григорович  | 01.11.2010            | вища               | позапартійний          | тимчасово не працює                        |
| 17       | Пентелейчук Микола Георгійович | 01.11.2010            | вища               | позапартійний          | тимчасово не працює                        |
| 18       | Гуз Адріан Іванович            | 01.11.2010            | вища               | позапартійний          | РВ УМВС, дільничний інспектор              |
| 19       | Беженар Георгій Іванович       | 01.11.2010            | вища               | позапартійний          | Волоківська сільська рада, бухгалтер       |
| 20       | Вільчак Дорел Дмитрович        | 01.11.2010            | вища               | позапартійний          | Грушівська загальноосвітня школа, вчитель  |